# Emile Maggi
Emile Maggi (Francia, 12 de marzo de 1908-19 de abril de 1986) fue un atleta francés especializado en la prueba de 10 km marcha, en la que consiguió ser subcampeón europeo en 1950.

## Carrera deportiva
En el Campeonato Europeo de Atletismo de 1950 ganó la medalla de plata en los 10 km marcha, llegando a meta en un tiempo de 46:16.8 segundos, tras el suizo Fritz Schwab (oro con 46:01.8 s que fue récord de los campeonatos) y por delante del sueco John Mikaelsson (bronce con 46:48.8 s).